# Catacombes San Gaudioso
Les catacombes San Gaudioso (en français : Catacombes Saint-Gaudiose) constituent l'une des anciennes zones de cimetière de l'ère paléochrétienne (IVe et Ve siècles), située dans la zone nord de la ville de Naples (actuel quartier Stella),.
Le lieu se trouve facilement, identifié par la basilique Santa Maria della Sanità.

## Historique
Les catacombes furent probablement occupées sur une nécropole gréco-romaine préexistante dans le quartier connu aujourd'hui sous le nom de Rione Sanità, alors inhabité. Selon la tradition, il s'agirait du lieu de sépulture de saint Gaudiose, évêque arrivé à Naples en provenance d'Afrique du Nord, à la suite d'un naufrage.

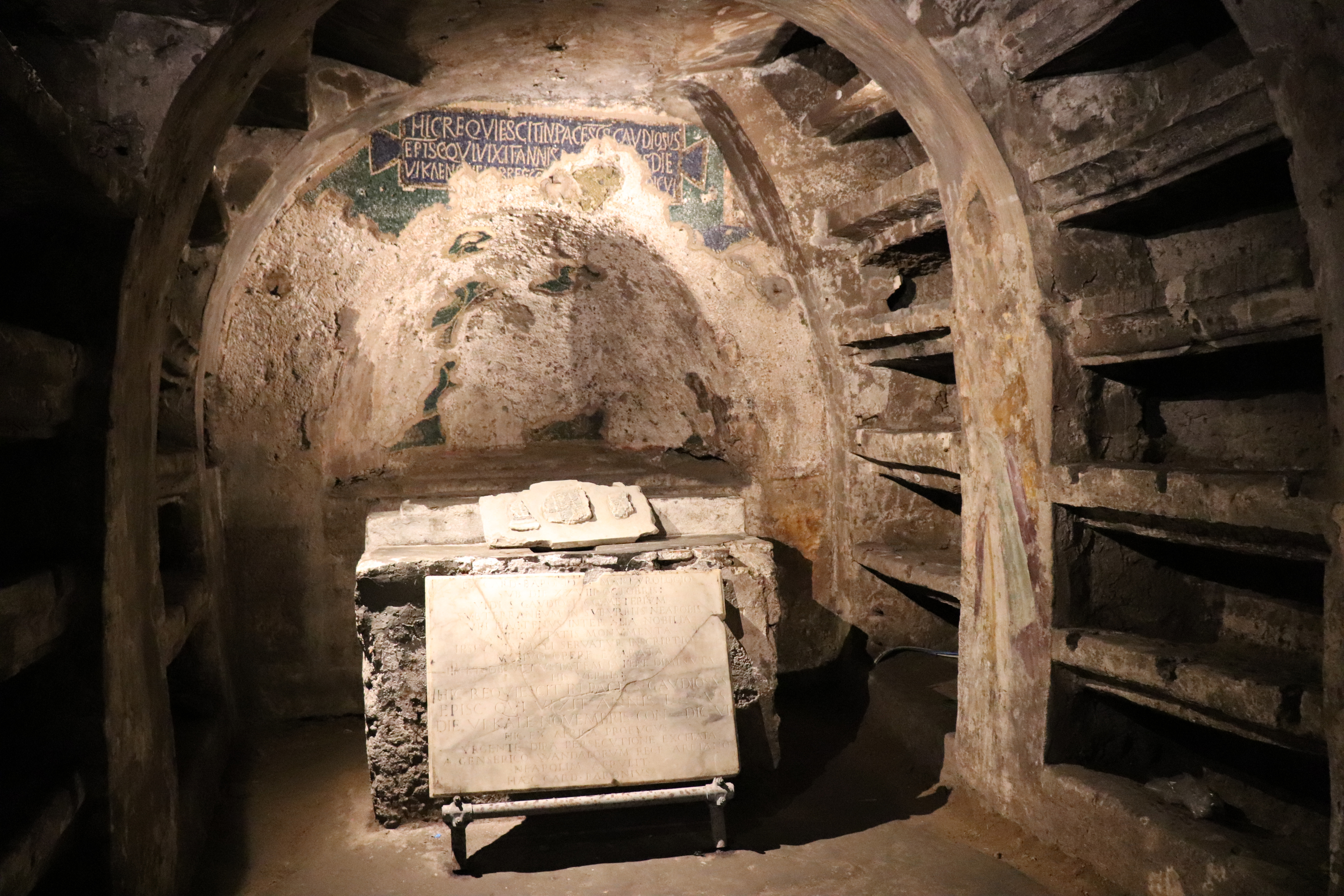
Tombeau de saint Gaudiose.

Son enterrement eut lieu entre 451 et 453 et le lieu, bien qu'il fût déjà le tombeau d'un autre évêque, saint Nostrien, devint un objet de vénération.

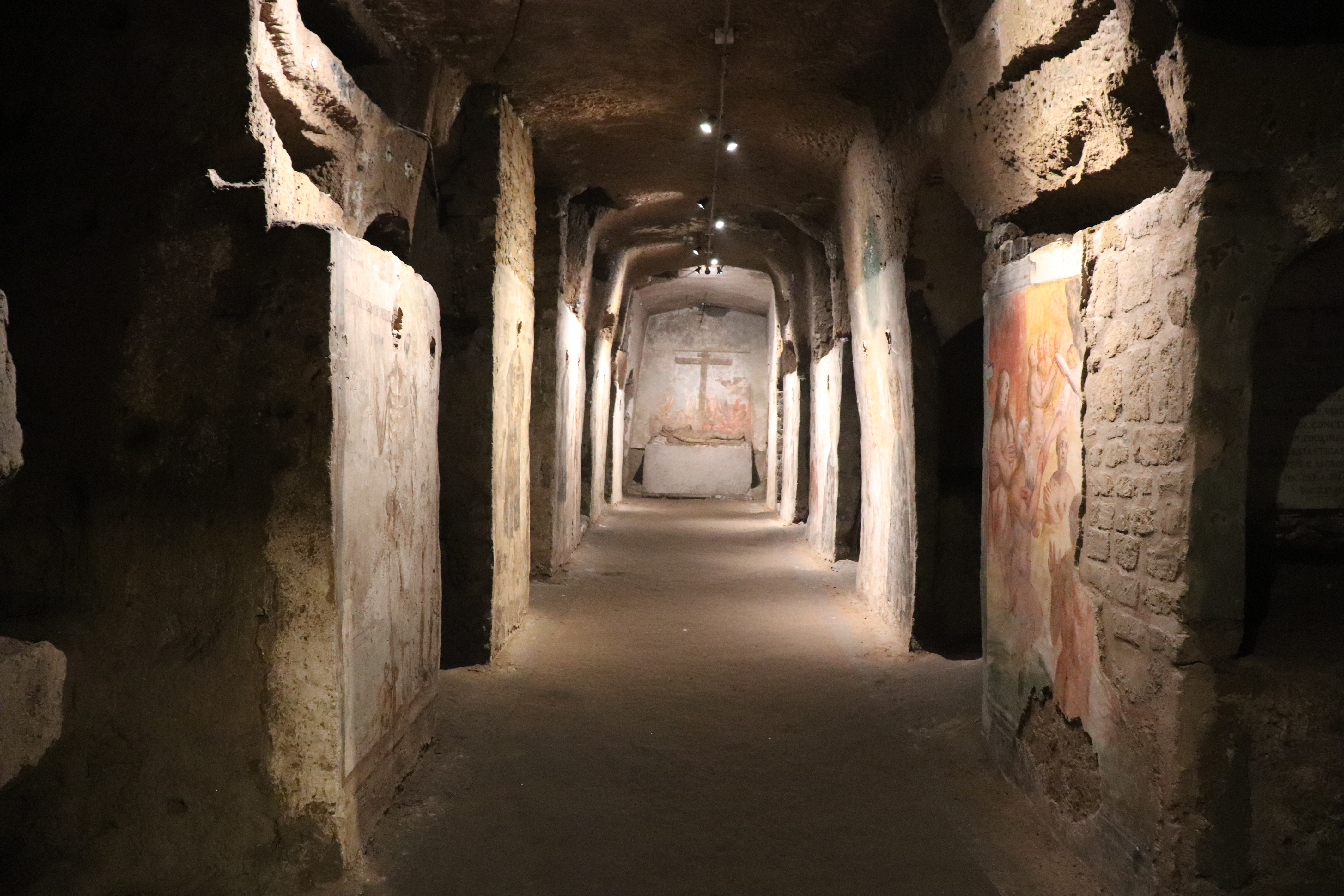

Toute la zone de Rione Sanità était inhabitée pendant tout le Moyen Âge en raison des nombreuses coulées de boue provenant de la colline de Capodimonte qui ont enseveli la zone. L'urbanisation de Rione Sanità n'a commencé que vers le XVIe siècle et les catacombes ont retrouvé leur fonction funéraire d'origine. Au cours du XVIIe siècle, avec la construction de la basilique Santa Maria della Sanità, juste au-dessus de l'ancienne église ou chapelle de San Gaudioso, le cimetière souterrain fut « modernisé » avec de profonds changements dans sa structure originale et la destruction d'une partie de celle-ci.
Après l'épidémie de peste de 1656, les vastes grottes calcaires de la vallée devinrent un immense cimetière à ciel ouvert et, au début du XIXe siècle, à l'époque de Joachim Murat, de nombreux ossements des « salles de momification » furent déplacés ainsi que plus tard pour faire de la place aux victimes d'autres épidémies, comme le choléra de 1836.
De nos jours, il ne reste qu'une petite partie des catacombes d'origine.

## Description

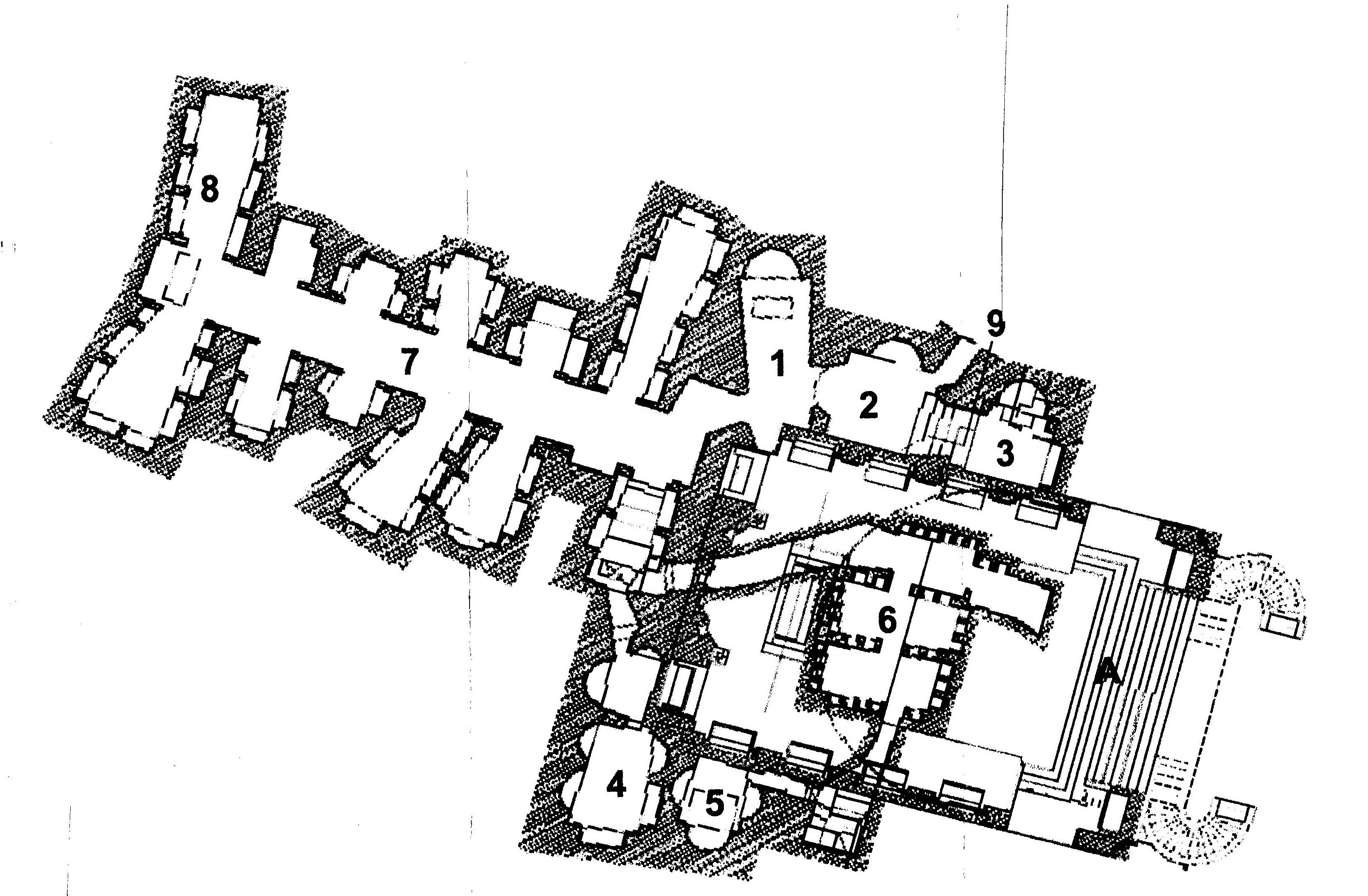
Plan des catacombes.

L'accès aux catacombes se fait dans la crypte, sous le chancel surélevé de l'église dédiée à Santa Maria della Sanità. Sa représentation se trouve dans une faible fresque paléochrétienne détachée d'un mur de l'ancienne église, à cause d'une coulée de boue.
L'icône de la Vierge de la Santé (Santa Maria della Sanità), vénérée depuis les Ve et VIe siècles, est l'icône mariale la plus ancienne de Naples. Elle est aujourd'hui conservée dans la première chapelle latérale droite de la basilique. De nombreux habitants du quartier croient cependant que l'église est dédiée à saint Vincent Ferrier, en raison de la dévotion populaire à ce saint dominicain et de sa belle statue en bois, placée à gauche de l'autel.

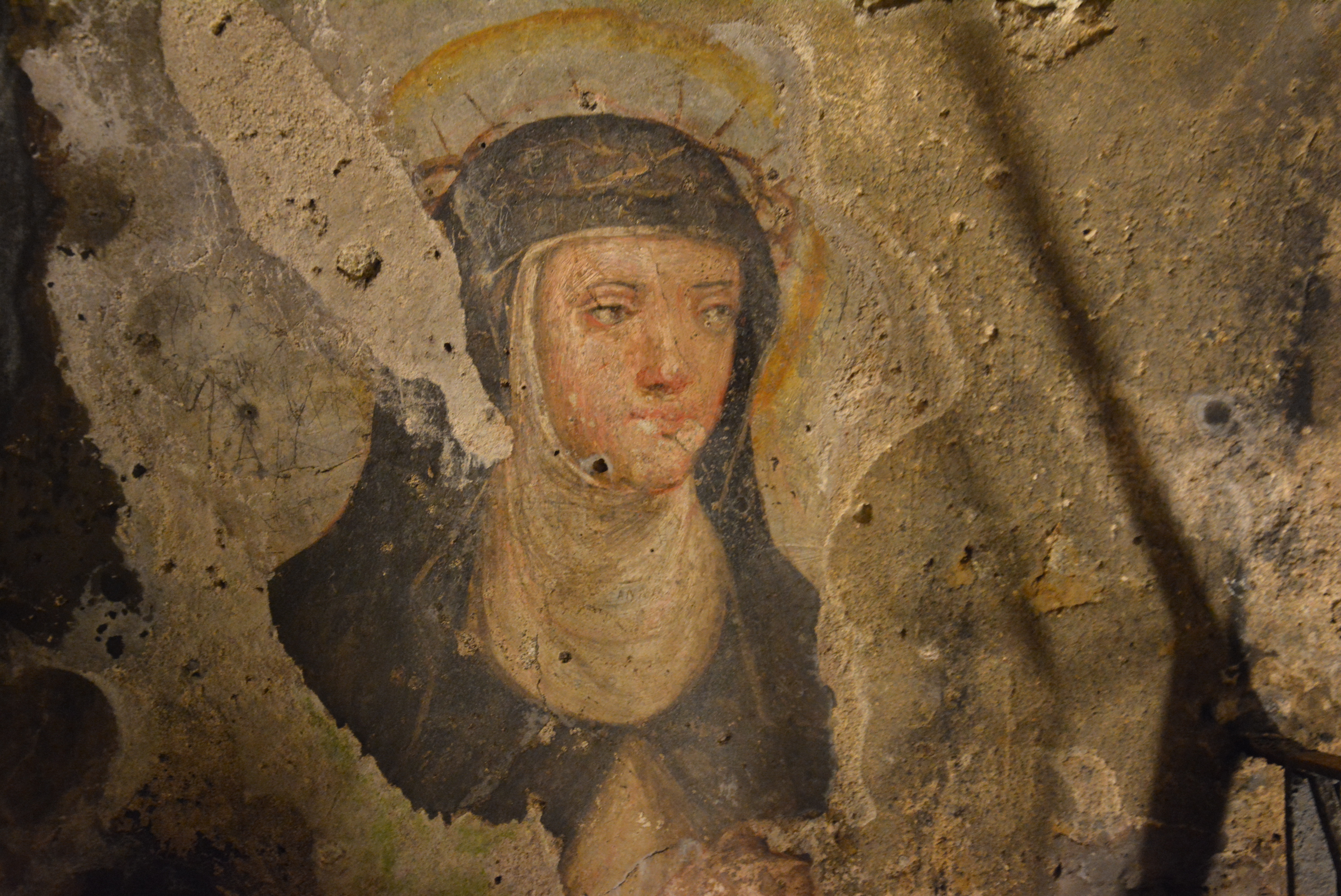
Une fresque des catacombes.

La crypte, autrefois une longue catacombe à couloir, contient visiblement sur la voûte et sur les murs, des fresques visibles de Bernardino Fera (it) représentant des histoires de martyrs. L'arcosolium, placé à l'entrée, garde le tombeau de San Gaudioso, avec une décoration en mosaïque du VIe siècle.
Dans les différentes cabines qui s'ouvrent le long des bras des catacombes, se trouvaient des fresques des Ve et VIe siècles (Saint Pierre, entre autres, et Saint Sossio, diacre de Pouzzoles) et une mosaïque datant d'avant la fin du Ve siècle. La sculpture en tuf du Christ mort à gauche de l'entrée date de la fin du XVIIe siècle qui fut pour les catacombes une nouvelle période d'utilisation, notamment par les frères dominicains. À cette époque, l'utilisation des draineurs était en effet encore répandue : des cavités en pierre dans lesquelles les cadavres étaient penchés en position fœtale, pour leur faire perdre les fluides.
Les frères dominicains pensaient que la tête était la partie la plus importante du corps en tant que siège de la pensée ; ainsi, après séchage, les têtes étaient conservées, tandis que le reste du corps était amassé dans l'ossuaire.
À cette époque, on se servait également d'une pratique macabre consistant à prendre les têtes des cadavres maintenant séchés et à les enfermer dans les murs et à peindre au-dessous un corps qui donnerait une indication sur la profession du défunt. Ce type de sépulture était réservé aux classes aisées et fut ensuite abandonné pour des raisons d'hygiène.

### Quelques sépultures

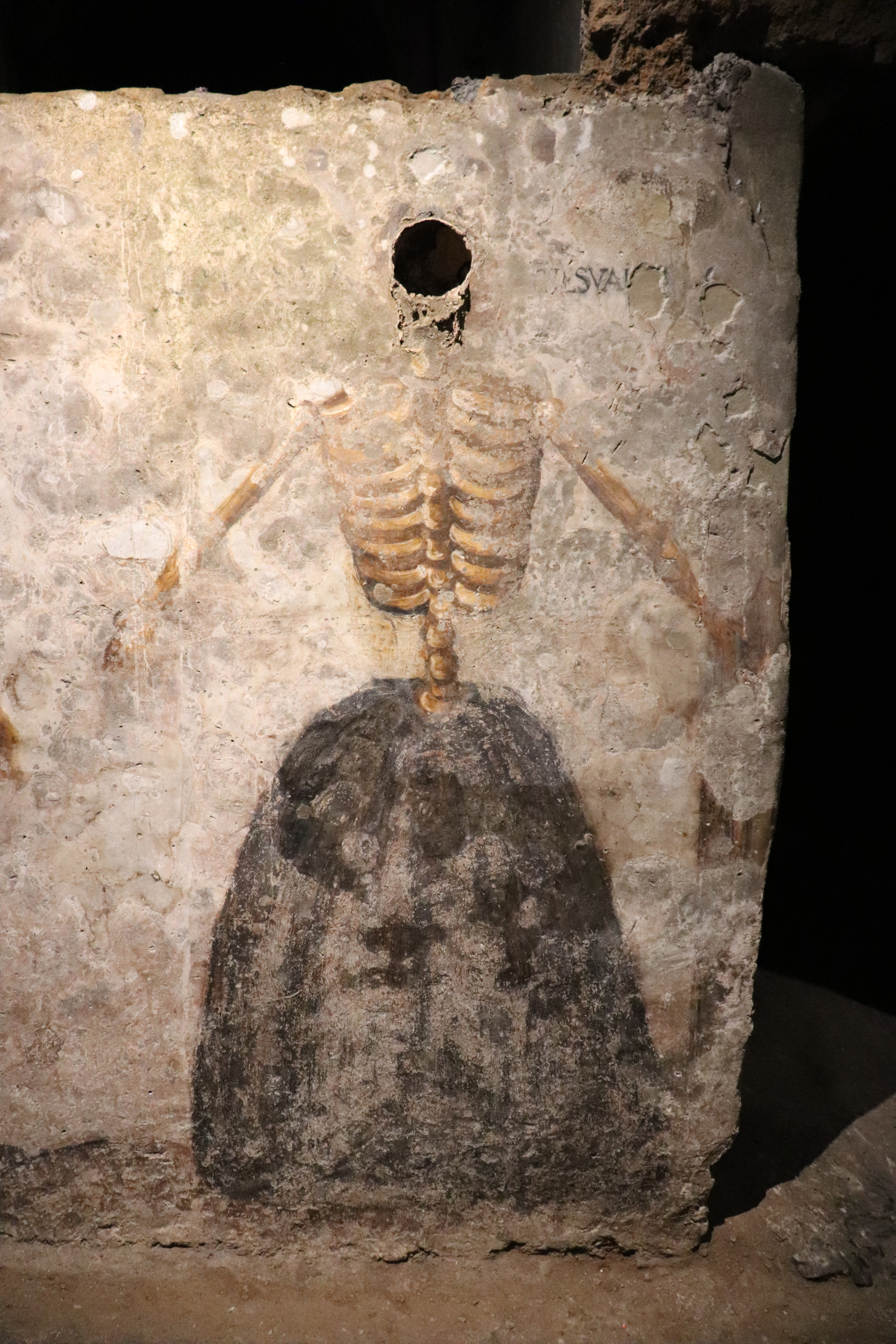
Donna Sveva Gesualda.

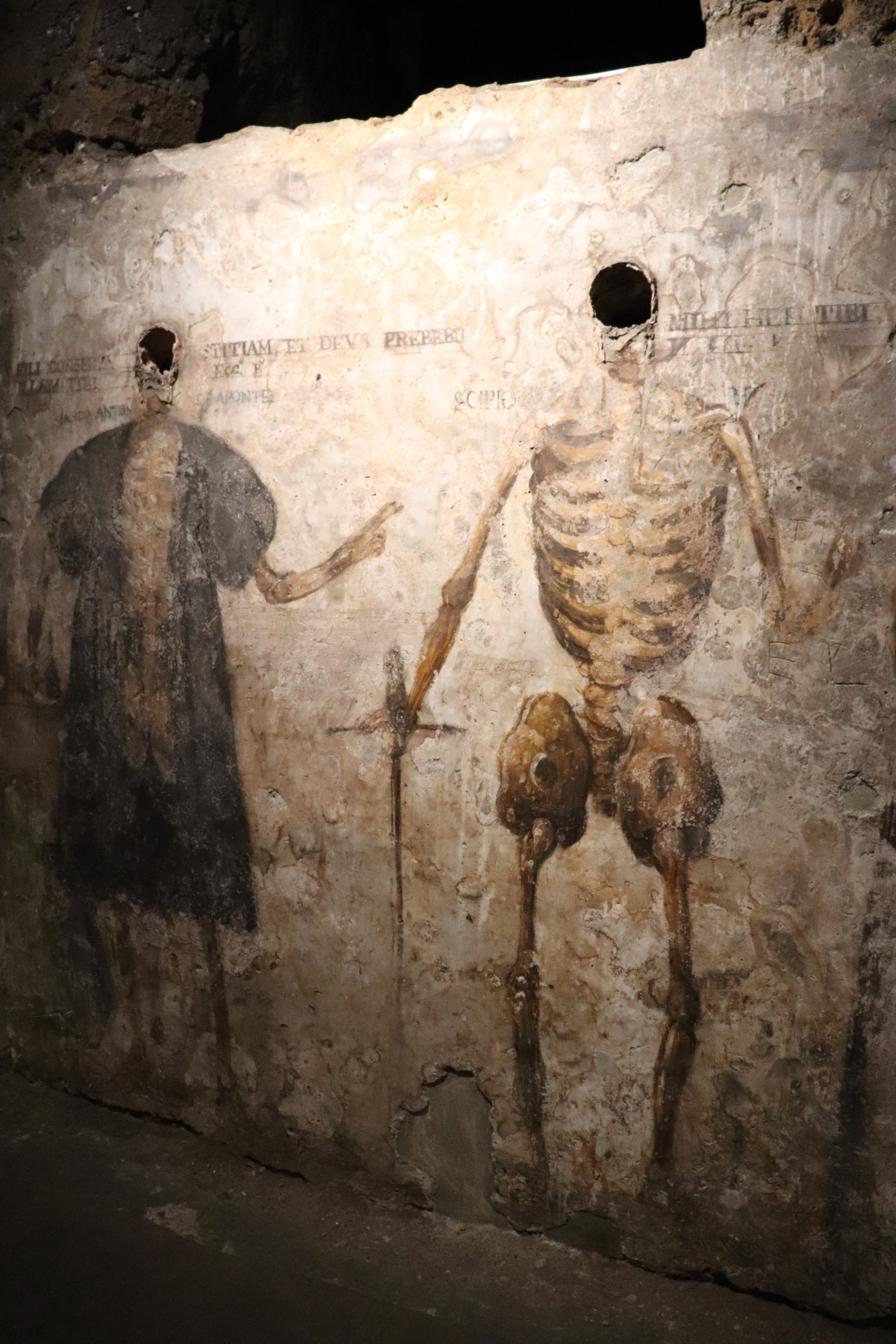
Marco Antonio d'Aponte et Scipione Brancaccio.

- Donna Sveva Gesualda (1611) – princesse de Montesarchio, mère de Maria d'Avalos
- Dame Caraccia della Cerenzia (1618)
- Marco Antonio d'Aponte (1624) – marquis de Sant'Angelo, président/juge du Conseil royal, membre du Conseil d'Italie
- Giovanni Balducci (~ 1630) - peintre
- Diego Longobardo (1632) – magistrat
- Alexandre d'Afflitto (1635)
- Capitaine Scipione Brancaccio – baron d'Alfano,  officier de l'armée espagnole ; a combattu à la bataille de la Montagne Blanche
- Maria de Ponte - noble

La pratique de l'inhumation fut interdite en 1637 en raison de préoccupations concernant l'état des catacombes.

## Curiosité
- Des crânes incrustés dans les murs, il ne reste que la calotte, la partie avant étant détériorée à cause de l'humidité. Le fait que bon nombre de ces calottes soient nettement plus petites que celles d’un homme moderne est attribué à une meilleure nutrition et à une meilleure santé générale des individus.
- Le cloître dominicain adjacent (Chiostro di Santa Maria della Sanità (it) à la basilique est aujourd'hui devenu chambre d'hôtes, géré par la même coopérative de jeunes du quartier qui s'occupent également des visites des catacombes San Gennaro et San Gaudioso.

## Galerie

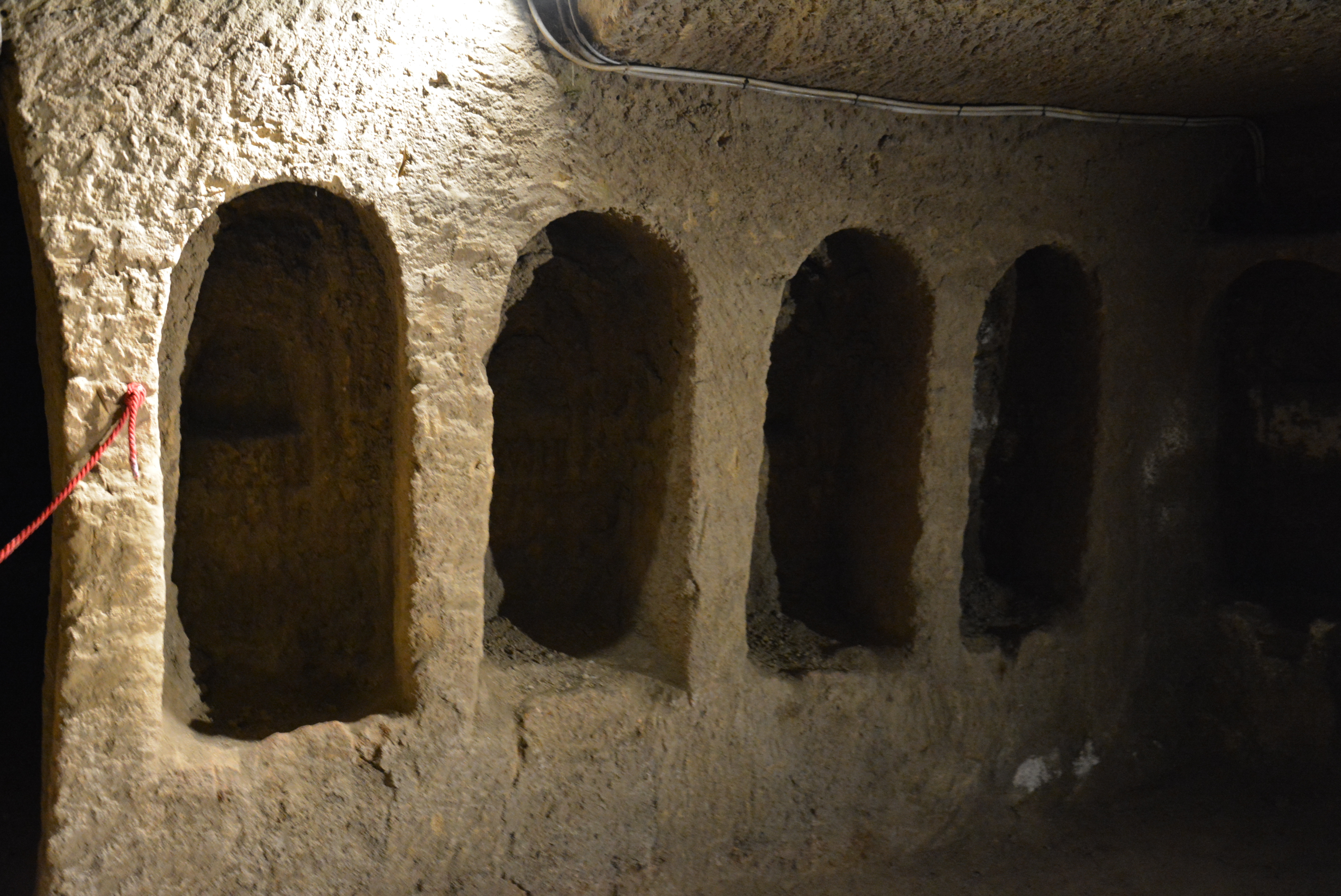
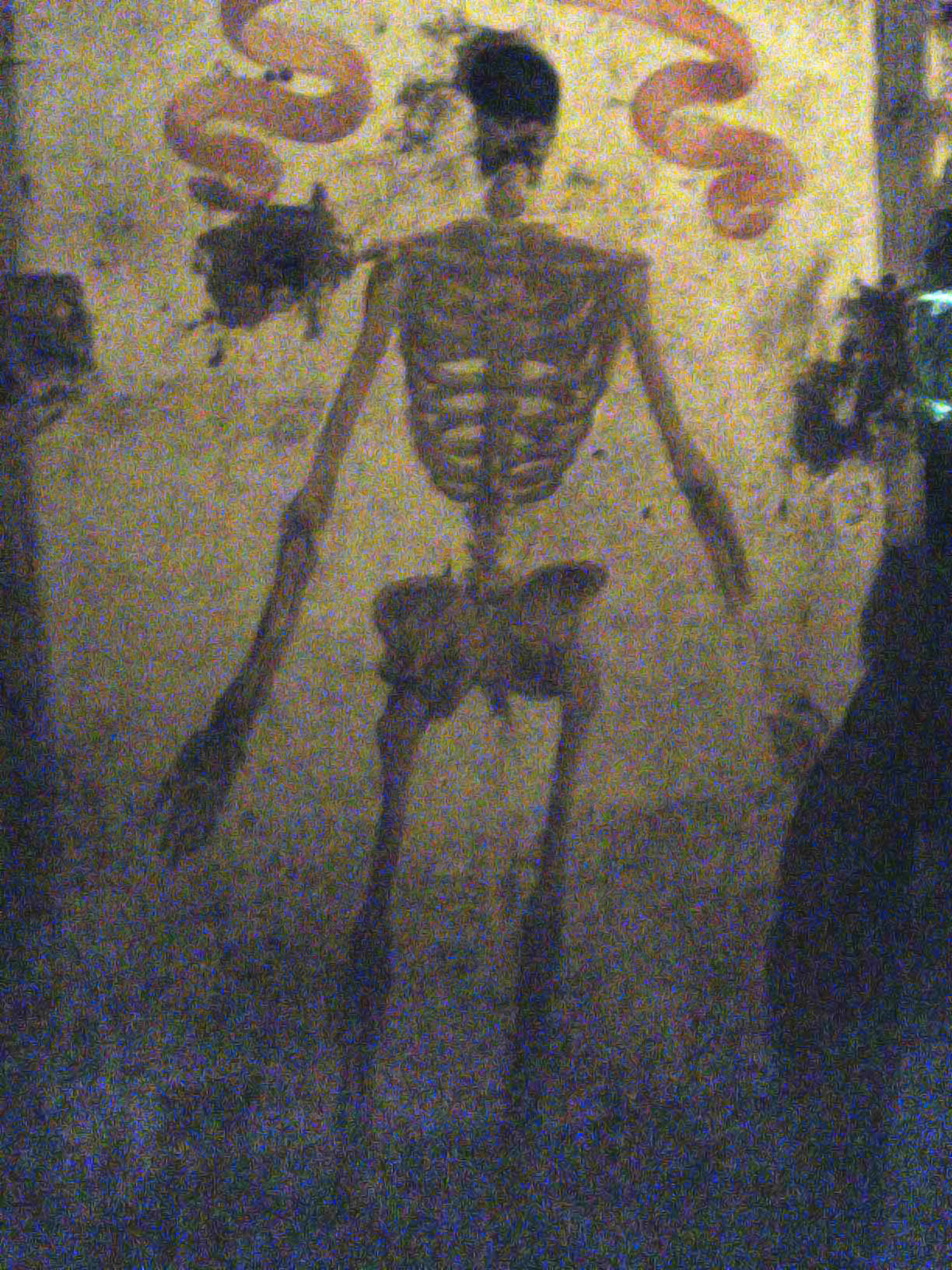
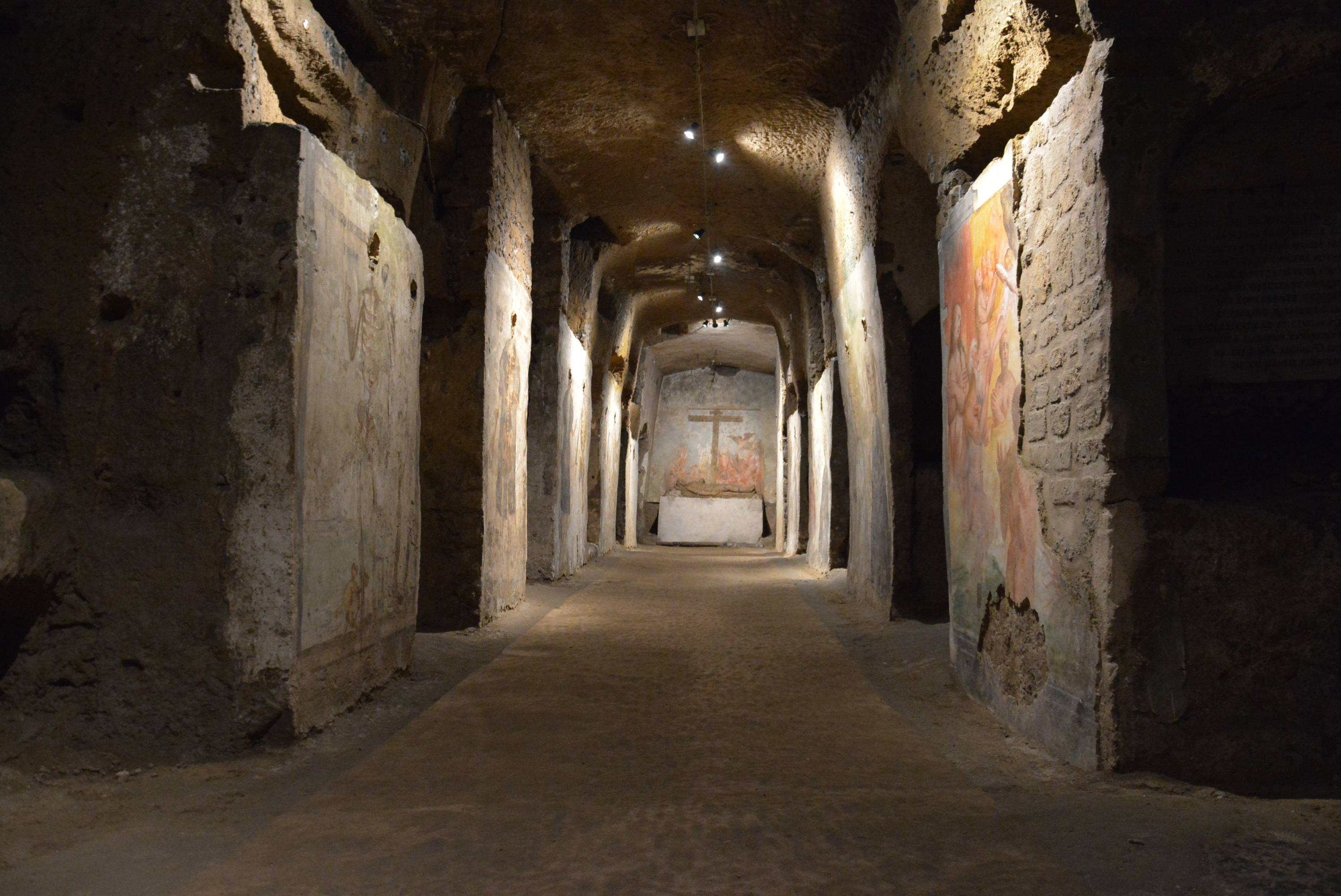
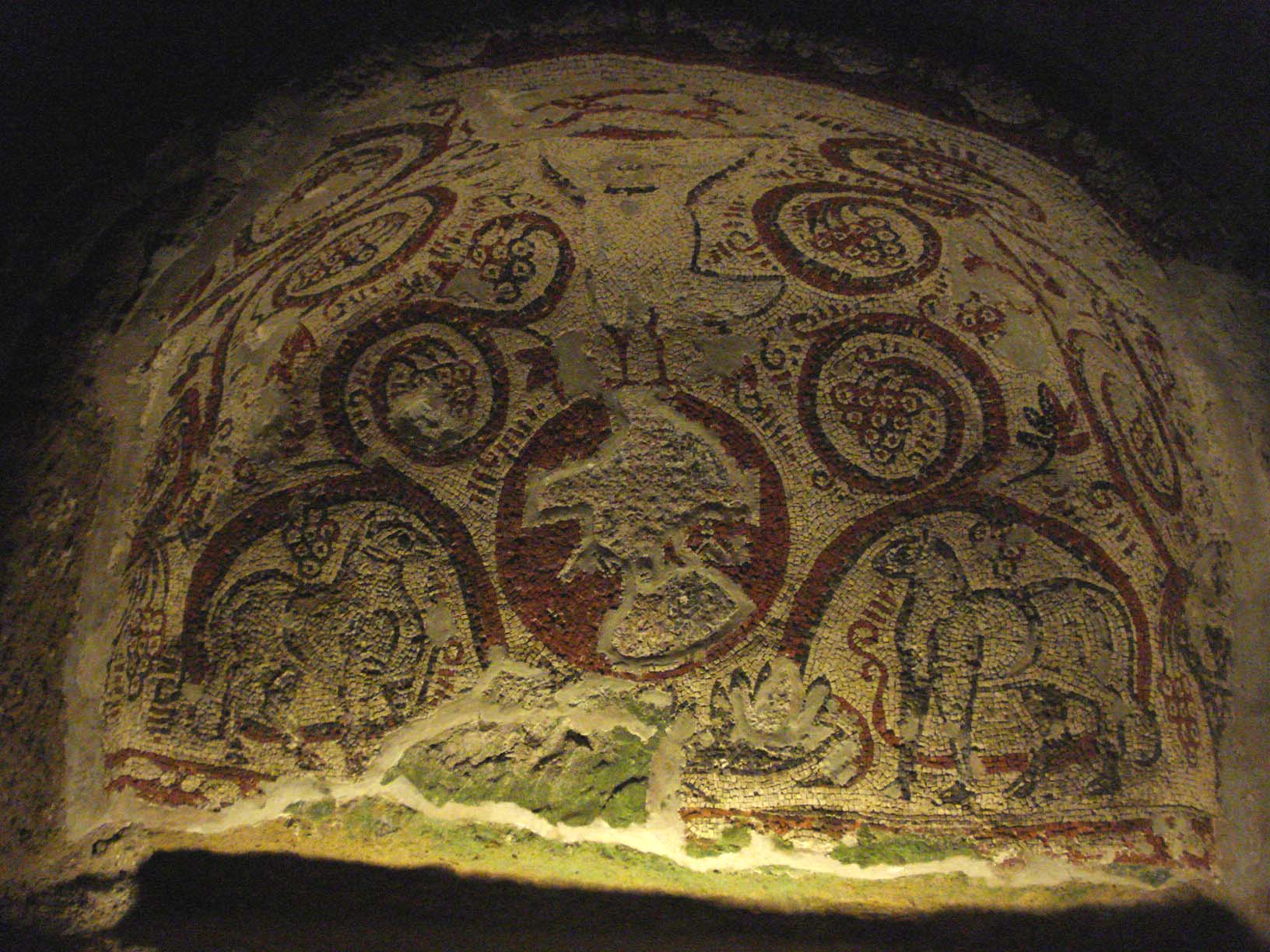